# Lotte Horne
Lotte Horne (* 3. Juni 1943 in Horsens) ist eine dänische Schauspielerin.

## Leben und Wirken
Lotte Horne absolvierte ihre Schauspielausbildung von 1963 bis 1966 an der Eleveskole des Königlichen Theaters Kopenhagen. Sie stand daraufhin in zahlreichen Theaterstücken, Varieté-Shows, Kabarett-Programmen und Musicals auf der Bühne. Sie gastierte unter anderem am Folketeatret, Aarhus Teater, Det Ny-Theater, Gladsaxe-Theater, Odense Teater, Aalborg-Theater, Betty-Nansen-Theater oder am Helsingør Theater.
Von 1966 bis 1991 wirkte Horne in mehr als 20 dänischen Filmen und in einigen Fernsehserien mit, darunter auch in Privatdetektiv Anthonsen.
In den 1990er-Jahren zog sich Horne komplett aus der Filmbranche zurück und ist seitdem hauptsächlich als bildende Künstlerin tätig. Sie besitzt ein eigenes Atelier in Kopenhagen und unterrichtete auch mehrere Jahre lang als Lehrerin an der Kunstakademie Kopenhagen.

## Privates
Lotte Horne ist seit Juni 1968 mit dem Schauspieler Finn Storgaard verheiratet, den sie während ihrer Schauspielausbildung kennengelernt hatte. Das Paar lebt in Kopenhagen und hat keine Kinder.

## Filmografie
- 1968: Mig og min lillebror og storsmuglerne
- 1969: Mig og min lillebror og Bølle
- 1970: Das Lied vom roten Rubin (Sangen om den røde rubin)
- 1971: Musik og ord
- 1973: Seks roller søger en forfatter